# Richard Edlund
Richard Edlund (Fargo, 6 de dezembro de 1940) é um especialista em efeitos visuais estadunidense. Venceu o Oscar de melhores efeitos visuais em quatro ocasiões: Star Wars, Star Wars: The Empire Strikes Back, Raiders of the Lost Ark e Star Wars: Return of the Jedi.